# الشعب ضد تيرنر
الشعب ضد تيرنر (بالإنجليزية: People v. Turner)، واسمها رسميا شعب ولاية كاليفورنيا ضد بروك ألين تيرنر (بالإنجليزية: People of the State of California v. Brock Allen Turner) (2015)، هي قضية جنائية رفعت في محكمة مقاطعة سانتا كلارا العليا والتي أدانت بروك ألين تيرنر بثلاث تهم بجريمة الاعتداء الجنسي. تيرنر هو طالب رياضي في جامعة ستانفورد وقام في 18 يناير 2015، بالتحرش جنسيا بامرأة تبلغ من العمر 22 عاما  وكانت في حالة سكر وفاقدة للوعي (منحت لاحقا اسما مستعارا هو «إميلي دو» ) عن طريق أصابعه.
تم القبض على تيرنر من قبل طالبين دوليين في ستانفورد جاءا من السويد، وشهدا بأنهما تدخلا لأن المرأة بدت فاقدة الوعي. فر تيرنر عندما اقتربا. طارده الرجلان، وقبضا عليه وقيداه حتى وصلت الشرطة لتنقله إلى الحجز. اعتقلت الشرطة تيرنر في الحرم الجامعي في ستانفورد، واحتجزته في سجن مقاطعة سانتا كلارا للاشتباه في محاولة الاغتصاب والاختراق بجسم غريب. وأطلق سراحه في نفس اليوم بعد أن دفع كفالة مقدارها 150,000 دولار.
وجهت التهم إلى تيرنر في 28 يناير 2015، على خمس تهم: تهمتان بالاغتصاب، وتهمان بجناية الاعتداء الجنسي، واحدة لمحاولة الاغتصاب  واستدعي للمحاكمة في 2 فبراير 2015، وتحجج بأنه غير مذنب في جميع التهم الخمس. في 7 أكتوبر 2015، وأسقطت اثنتان من تهم الاغتصاب من قبل النيابة العامة بعد الإطلاع على نتائج اختبارات الحمض النووي. بدأت المحاكمة في 14 مارس 2016،  وانتهت في يوم 30 مارس 2016، وتمت إدانة تيرنر بالتهم الثلاث الباقية من جناية الاعتداء الجنسي. حملت التهم عقوبات قد تصل 14 عاما في السجن. وأوصت النيابة العامة بست سنوات في السجن في حين أوصى مسؤولو المراقبة بعقوبة «معتدلة» في سجن المقاطعة. وفي 2 يونيو 2016، حكم آرون بيرسكي، قاضي المحكمة العليا في مقاطعة سانتا كلارا، على تيرنر بستة أشهر حبس في سجن المقاطعة تتبعها ثلاث سنوات من المراقبة. وأمرت المحكمة أيضا أن يسجل في في سجل الجنايات الجنسية  ويشارك في برنامج إعادة تأهيل جناة الجرائم الجنسية.
في أعقاب هذه القضية، تعرضت عدة جهات لانتقادات واسعة، واتهم القاضي بيرسكي بالتحيز القضائي لصالح الذكور والطبقات الغنية وعدم المساواة،  وظهرت حملات لإعادة عملية الانتخاب أو الاستقالة. دافعت نقابة المحامين في مقاطعة سانتا كلارا عن بيرسكي، قائلين أن الحكم مستند على تقرير المراقبة فضلا عن كونه يتسق مع حالات مماثلة، وذكر أن إبعاده سيكون «تهديدا لاستقلال القضاء».
كما تم نشر بيان أثر الضحية على العديد من وسائل الإعلام الدولية، ما أدى إلى تجدد النقاش بشأن مشكلة الاعتداءات الجنسية داخل الجامعات. ووصفت شهادة الضحية معاناتها بتفصيل واضح، وقامت بتحليل وانتقاد أفعال تيرنر خلال الهجوم وبعده، وانتقدت توصية قسم المراقبة بالحكم المخفف. وفقا لجريدة فايس نيوز، فقد أصبحت القضية «حلقة جدلية أخرى في النقاش الذي يدور في كل أنحاء الولايات المتحدة حول ثقافة الاغتصاب والامتيازات في نظام العدالة الجنائية، والسلامة داخل الحرم الجامعي.» 
في 1 نوفمبر 2016 منحت مجلة غلامور لقب امرأة العام للضحية «إميلي دو» لأنها «غيرت النقاش حول موضوع الاعتداء الجنسي إلى الأبد»، وذكرت أن شهادتها تمت قراءتها أكثر من 11 مليون مرة، وكذلك تأثير تشريعات ولاية كاليفورنيا في حالات الاغتصاب.